# Condado de Harrison (Misisipi)
El condado de Harrison (en inglés: Harrison County), fundado en 1841, es un condado del estado estadounidense de Misisipi. En el año 2000 tenía una población de 189.601 habitantes con una densidad poblacional de 126 personas por km². Las sedes del condado son Biloxi y Gulfport.
El huracán Camille en agosto de 1969 y el huracán Katrina los días 28 y 29 de agosto de 2005 causaron graves daños en el condado.

## Geografía
Según la Oficina del Censo, el condado tiene un área total de 2528 km² (976,1 mi²), de la cual 1505 km² (581,1 mi²) es tierra y 1023 km² (395 mi²) es agua.

## Demografía
En el 2000 la renta per cápita promedia del condado era de $ 35,624 y el ingreso promedio para una familia era de $41,445. El ingreso per cápita para el condado era de $18,024. En 2000 los hombres tenían un ingreso per cápita de $29,867 frente a $22,030 para las mujeres. Alrededor del 14.60% de la población estaba bajo el umbral de pobreza nacional.

## Condados adyacentes
- Condado de Stone (norte)
- Condado de Jackson (este)
- Condado de Hancock (oeste)

## Localidades
Ciudades
- Biloxi
- D'Iberville
- Gulfport
- Long Beach
- Pass Christian

Lugares designados por el censo
- DeLisle
- Henderson Point
- Lyman
- Saucier

Áreas no incorporadas
- Cuevas
- Howison
- Lizana
- Woolmarket

## Principales carreteras
- Interestatal 10
- Interestatal 110
- U.S. Highway 49
- U.S. Highway 90
- Carretera 15
- Carretera 53
- Carretera 67